# 胡安·何塞·弗洛雷斯
胡安·何塞·弗洛雷斯-阿兰布鲁（西班牙語：Juan José Flores y Aramburu，1800年7月19日—1864年10月1日）是厄瓜多爾共和國创建者，第一任總統（1830年至1834年、1839年至1845年）。
胡安·何塞·弗洛雷斯出生於委內瑞拉都督府卡貝略港，早年加入西蒙·玻利瓦爾的革命軍隊。1830年厄瓜多從大哥倫比亞獨立，弗洛雷斯成為第一任總統。1839年再次出任總統，直到1845年反對派在何塞·華金·德·奧爾梅多與比森特·拉蒙·羅卡領導下發動三月革命；最終政府軍被擊敗，弗洛雷斯流亡國外。在總統加布里埃爾·加西亞·莫雷諾任內弗洛雷斯回到厄瓜多並參與與哥倫比亞的戰爭。1864年於普納島去世。